# 諌山隆平
諌山 隆平（いさやま りゅうへい、1995年〈平成7年〉3月19日 - ）は、愛知県出身の競技麻雀のプロ雀士。最高位戦所属。

## 略歴
2023年9月、第48期新人王戦決勝戦第2位。
2024年2月、第48期特別昇級戦Finalステージ第4位